# Braunwald GL
| GL ist das Kürzel für den Kanton Glarus in der Schweiz. Es wird verwendet, um Verwechslungen mit anderen Einträgen des Namens Braunwald zu vermeiden. |

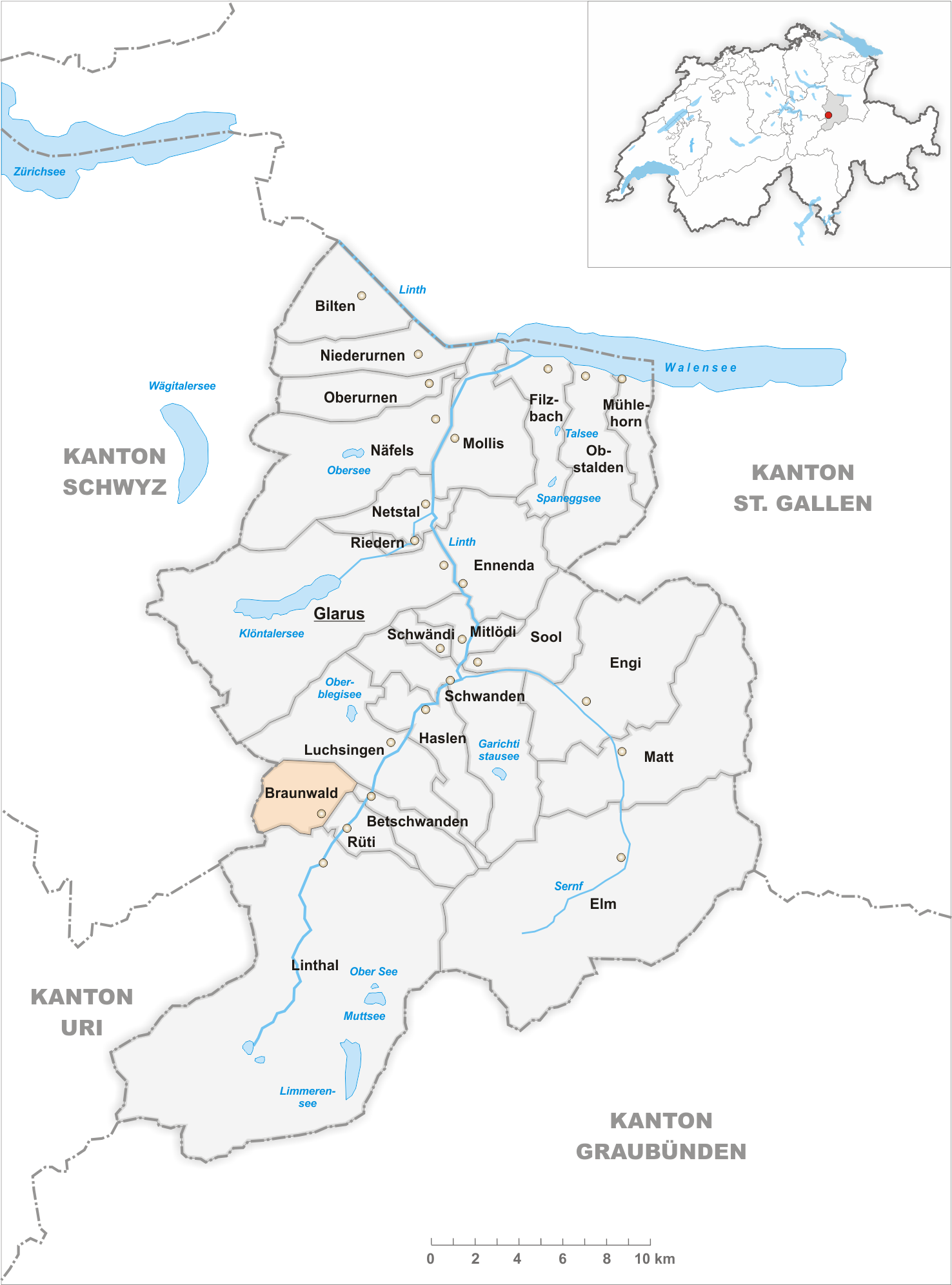
Gemeindestand vor der Fusion am 1. Januar 2011

Braunwald, historisches Luftbild von 1927, aufgenommen aus 1300 Metern Höhe von Walter Mittelholzer

Blick von einer Anhöhe nach Braunwald, 1905

Braunwald (in einheimischer Mundart: [ˌb̥ruːˈʋɑld/ˈb̥ruːnʋɑlːd̥]) ist ein Dorf in der politischen Gemeinde Glarus Süd des Schweizer Kantons Glarus. Es ist heute vor allem als autofreier Kur- und Fremdenverkehrsort bekannt.

## Geographie

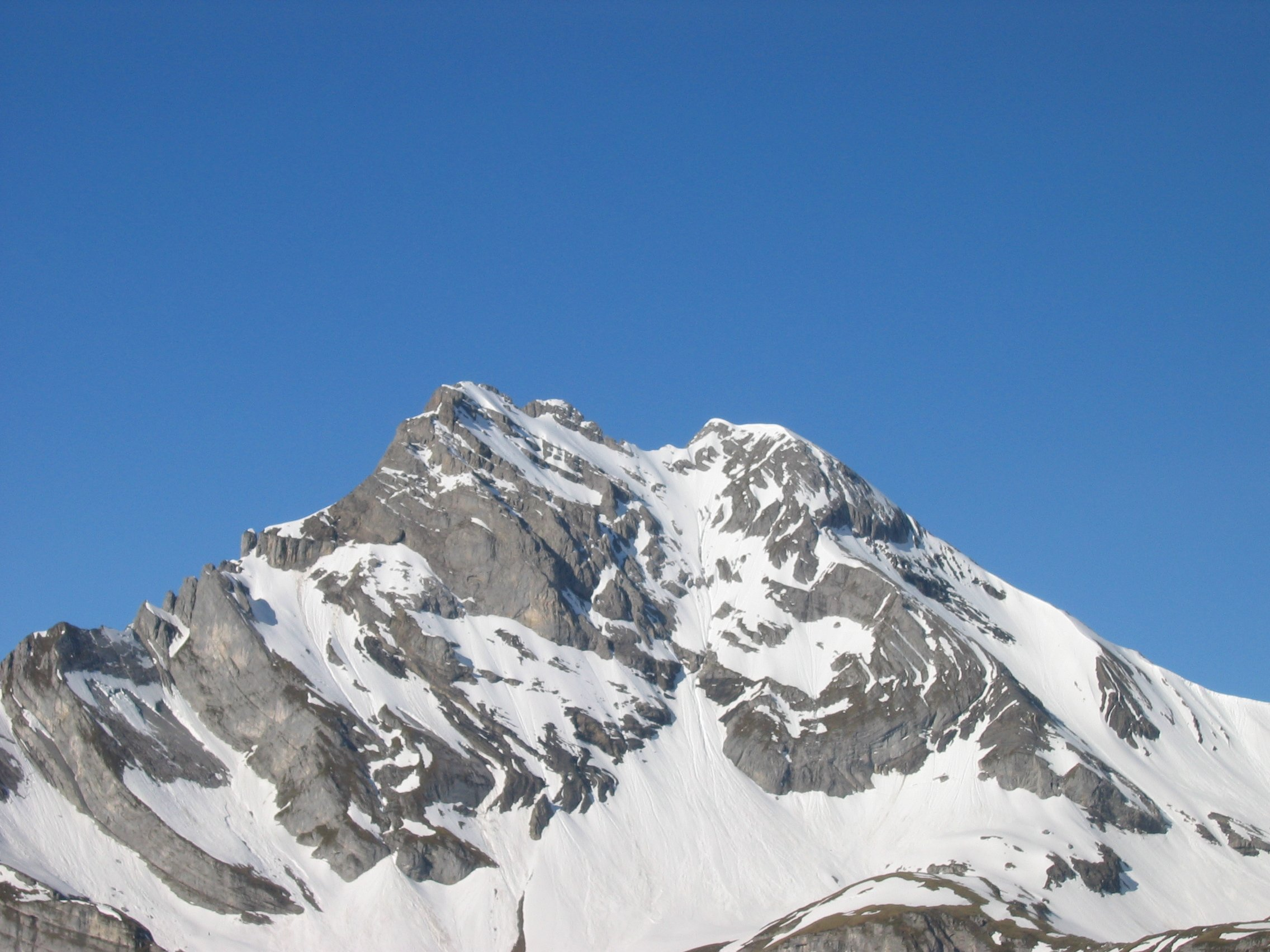
Ortstock

Braunwald liegt auf 1256 m ü. M. auf einer Bergterrasse westlich oberhalb von Linthal und Rüti. 
Der Ortstock ist der Hausberg Braunwalds und wegen seiner Rundsicht ein beliebtes Ausflugsziel. Im Norden Braunwalds befinden sich die Eggstöcke, über die der dreiteilige Braunwalder Klettersteig führt. Grob Richtung Süden (SSW) bietet sich ein grossartiger Blick auf den Tödi.

## Geschichte
Der vom 12. bis 15. Jahrhundert im Sommer bewohnte Siedlungsplatz Bergeten (ca. 1600 m ü. M.) am Fusse des Ortstocks (2716 m ü. M.) zeugt von Schaf-, Ziegen- und Rinderhaltung sowie von der Jagd. Diese Wüstung, im Volksmund Heidenhüttchen genannt, wurde 1971 archäologisch ausgegraben. Ein Hug Vogel wird in einer Urkunde von 1350 als Besitzer von Niederschwändi bezeichnet. Darin wird berichtet, dass dessen Sohn von einem Schwyzer namens Köder im Euloch ermordet wurde.
Der heutige Ortsname wird erstmals 1421 als Brunwald erwähnt und geht wohl auf eine althochdeutsche Zusammensetzung *brunnōn-walt ‚Wald mit Quellen‘ zurück. Braunwald gehörte ursprünglich zum Tagwen (Bürgergemeinde) Niederlinthal. 1690 und 1718 wurden der südlich des Brummbachs gelegene Teil Linthal, das Gros Rüti und der Rest Diesbach und Betschwanden zugeschieden. Ab 1725 bewohnten einzelne Familien Braunwald ganzjährig. Das 1780 gebaute «Führlihaus» steht seit 1973 unter Heimatschutz.
1839 entstand eine Schulgenossenschaft der Dorfschaft. Zwei Jahre später zogen die Braunwalder Kinder aus dem bislang genutzten Betschwander Schulzimmer aus. Die damals eingerichtete Schule («Sackhäuschen») erhielt 1857 ein eigenes Gebäude. Heute steht dort das Hotel «Tödiblick».
1875 erwarb die im selben Jahr gegründete Waldkorporation Braunwald Waldrechte des Tagwens Rüti GL. Sie bildete die Urzelle der 1939 geschaffenen Orts-, Bürger- und Wahlgemeinden Braunwald. Braunwald wurde durch die Abtrennung von Rüti im Jahr 1939 eine eigene Gemeinde. Mit Rüti zusammen kümmert sich das Dorf heute noch um das Fürsorgewesen. 
Anlässlich der Erstellung eines Bergweges Rüti–Braunwald wurde 1895 die noch existierende Wegkorporation erstmals einberufen. Die seit 1981 bestehende Entwässerungskorporation hat ihre Wurzeln in der Zeit ums Jahr 1902 (Bau der Braunwaldbahn, BrB, und des Hotels «Bellevue»), als man den gleitenden Untergrund des südlichen Teils der Braunwalder Terrasse bemerkte. Im Raum Grantenboden gibt es nun ein grosses Entwässerungswerk. Dennoch drohte im März 1999 die alte Deponie, welche 1978 geschlossen worden war, von Braunwald talwärts zu rutschen. Das Hotel «Alpenblick» bei der Braunwaldbahn ging anscheinend wegen der jährlichen von der Rutschung verursachten Schäden in Konkurs. Im November 2009 brannte das leerstehende Hotel ab.
Die Ortsgemeinde Braunwald ist Anfang 2011 in der neuen Gemeinde Glarus Süd aufgegangen.

## Wirtschaft
Molkenkuren wurden erstmals 1844 angeboten. Aus dem 1856 erbauten Wirtshaus «Niederschlacht» entwickelte sich ein renommiertes Erstklasshotel («Waldhaus»). 1896–97 entstand das Lungensanatorium (nach 1985 Höhenklinik Braunwald, seit 2003 Teil der Reha-Klinik Zurzach, Baden, Braunwald) auf Initiative der Gemeinnützigen Gesellschaft des Kantons Glarus. Seitdem ist der Chefarzt der Klinik auch der Dorfdoktor.
Nach 1898 gab es im Bauernhaus und Restaurant «Alpenblick» von David Heiz eine Postablage. Ums Jahr 1900 zählte man 155 Einwohner, welche noch fast ausschliesslich in der Landwirtschaft tätig waren. 1908 entstand als erstes Geschäft der Bazar, heute «Kessler Sport» (Letzterer fertigte 2002 das Sportgerät von Olympiasieger Philipp Schoch im Snowboard-Parallel-Riesenslalom).
Ende 1928 begann die erste Wintersaison. Der Betrieb der BrB in der kalten Jahreszeit wurde eingeführt und das Eisfeld eröffnet. 1941 gab es den ersten Transport durch den Skilift Hotel «Niederschlacht»–Bödeli. Die Gemeinde umfasste damals bereits 327 Personen. Im selben Jahr erfolgte die Gründung der Diakonischen Schwesternschaft Braunwalds, die bis zum Jahr 2000 das Erholungshaus «Bergfrieden» und das Kinderhaus «Flueblüemli» führte sowie die «freie Schule» Braunwald trug.
1990 hatten nicht weniger als 80 % der in der Gemeinde Erwerbstätigen im Dienstleistungs-Sektor (vorwiegend Tourismus) gearbeitet, während insgesamt 478 Einwohner gezählt wurden (Bereits 30 Jahre zuvor hatten fast ebenso viele Leute im Ort gewohnt). Im Jahr 2000 endete eine 60 Jahre dauernde Ära von Vater und Sohn Jacques Streiff, Hoteliers, im Gemeinderat von Braunwald. Letzterer amtierte dort 22 Jahre lang, davon 15 Jahre als Präsident. Ausserdem war er Verwaltungsratspräsident der Braunwaldbahn.

## Kirchen
Die Reformierten verfügen heute über zwei Kirchgebäude. Sie waren bis zur Errichtung einer eigenen Kirchgemeinde durch die Landsgemeinde 1942 nach Betschwanden kirchgenössig. 1904 baute man eine Bergkirche beim Sanatorium (heute Rehaklinik) am unteren Dorfrand, 1962–64 ein kirchliches Zentrum an zentralgelegener Stelle. Am 1. Januar 2006 wurde die reformierte Kirchgemeinde ein Teil der Kirchgemeinde Grosstal, die die ehemaligen Kirchgemeinden Linthal, Braunwald, Betschwanden und Luchsingen umfasst. 1899 hatte Betschwanden den Protestanten auf der Bergterrasse Braunwald das Glöckchen geschenkt, welches 1388 zur Schlacht von Näfels geläutet haben soll.
Katholisch Braunwald gehört zum Seelsorgeraum Glarner-Hinterland–Sernftal und verfügt über eine 1950 geweihte Kapelle St. Fridolin von Säckingen und Bruder Klaus.

## Verkehr und Tourismus
Zahlreiche Hotels und Kleinbetriebe sind in Braunwald etabliert. Der 1902 erbauten Materialseilbahn Rüti–Braunwald folgte 1907 die Eröffnung der Standseilbahn Linthal (Stachelberg)–Braunwald («BrB», Braunwaldbahn) sowie des «Grand Hotel (Bellevue)» und der Herberge «Adrenalin». Initiatoren des Bahnprojektes waren Textilfabrikant Albert Bebié und Josef Durrer, Bahnbau-Unternehmer und Gründer des «Grand Hotel».
Es folgten das Hotel «Tödiblick», die Pension «Koller» und das «Ahorn», in der neueren Zeit das Restaurant «Uhu», das Hotel «Cristal» beim Skischulplatz Hüttenberg und andere. Der Werk- und Individualverkehr wird mit Elektromobilen und seit wenigen Jahren mit kleinen Benzintraktoren bewältigt.
Die touristische Infrastruktur wurde in der zweiten Hälfte des 20. Jahrhunderts stark erweitert: 1948 wurde die Sesselbahn Braunwald – Kleiner Gumen fertiggestellt, 1969 die Bahn zum Seblengrat. 1967 wurde eine neue BrB-Bergstation mit Post und Verkehrsbüro eingeweiht. 1974 kam es zur Pisten-Erschliessung durch die Gondel- (als Ersatz für den Funischlitten) respektive 1991 die Gruppenumlaufbahn Grotzenbühl. 1951 waren erstmals Curlerinnen und Curler in Braunwald im Rink anzutreffen, ein Jahr vor der Gründung des Curling-Clubs. 1978 eröffnete man ein Hallenbad, seit 1982 besteht ein direkter Anschluss der BrB an die SBB. Nach 1997 fuhr die vierte Generation der Standseilbahn. Die älteste betriebene Quersitz-Sesselbahn der Schweiz zum Gumen erhielt 1999 ein neues Förderseil. Im Jahr 2001 jedoch wurde die wirtschaftliche Situation der BrB derart schlecht, dass sie nur noch dank einer Übernahme durch den Kanton gerettet werden konnte.
Seit 1907 ist die Braunwaldbahn die wichtigste Zubringerin. Die Standseilbahn ist in erster Linie für den Personentransport vorgesehen, kann aber auch kleine Güter befördern. Sie gehört der Gesellschaft Braunwaldbahn und Sportbahnen. Diese betreibt auch Sesselbahnen, Skilifte und eine Gruppenumlaufbahn.
Der 1909 ins Leben gerufene Verkehrsverein, der nachmalige Braunwalder Tourismus, wurde Ende des 20. Jahrhunderts aufgelöst. Danach kam es zur Gründung des Vereins Netzwerk, dessen Aufgabe es ist, eine Tourismus-Strategie zu entwickeln.
Von Braunwald aus wandert man in 2 ½ Stunden an der Bächialp vorbei auf einem breiten Wanderweg zum Oberblegisee.
Mit acht weiteren Schweizer Orten ist Braunwald ein autofreier Ort.

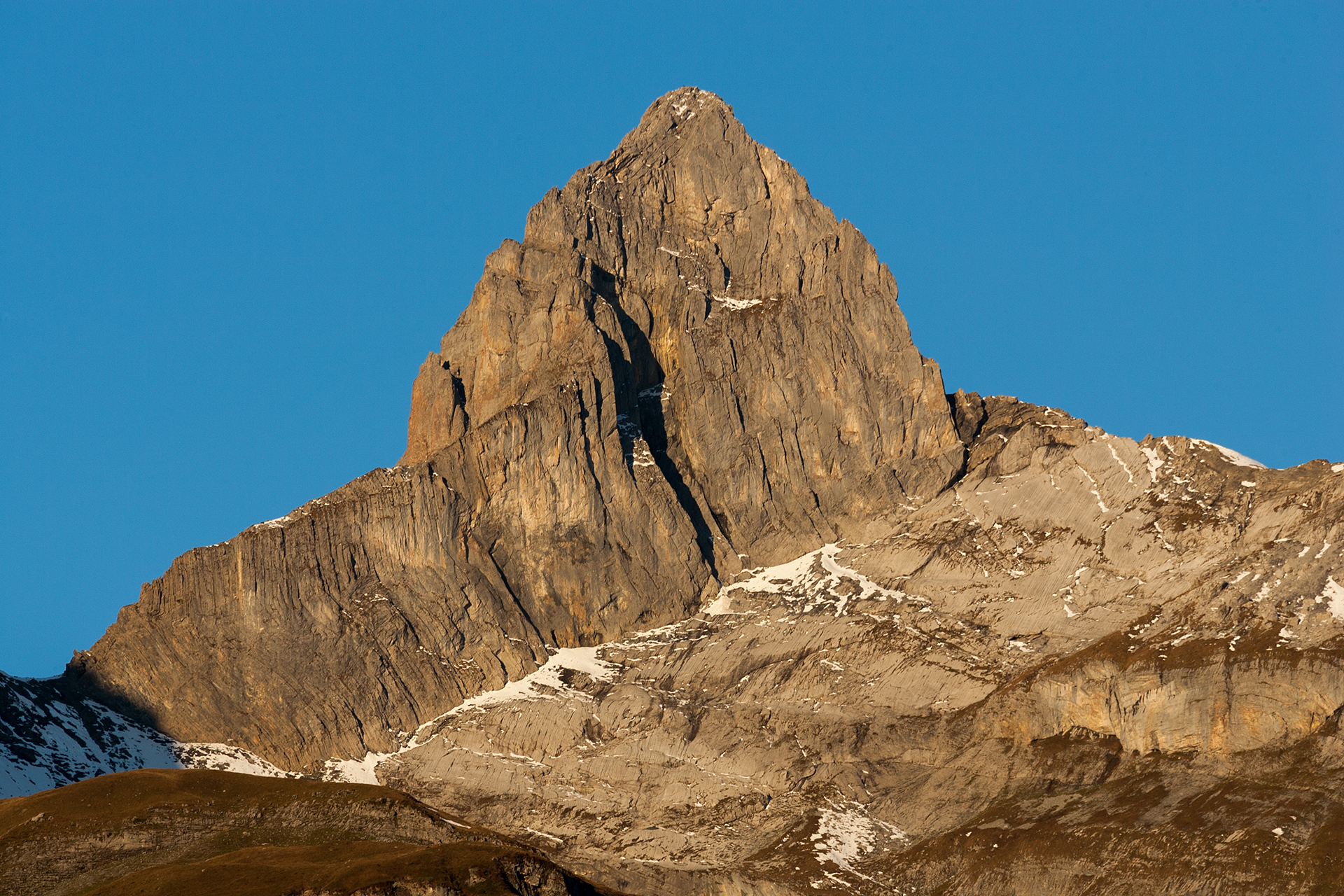
Höch Turm (Ostseite)
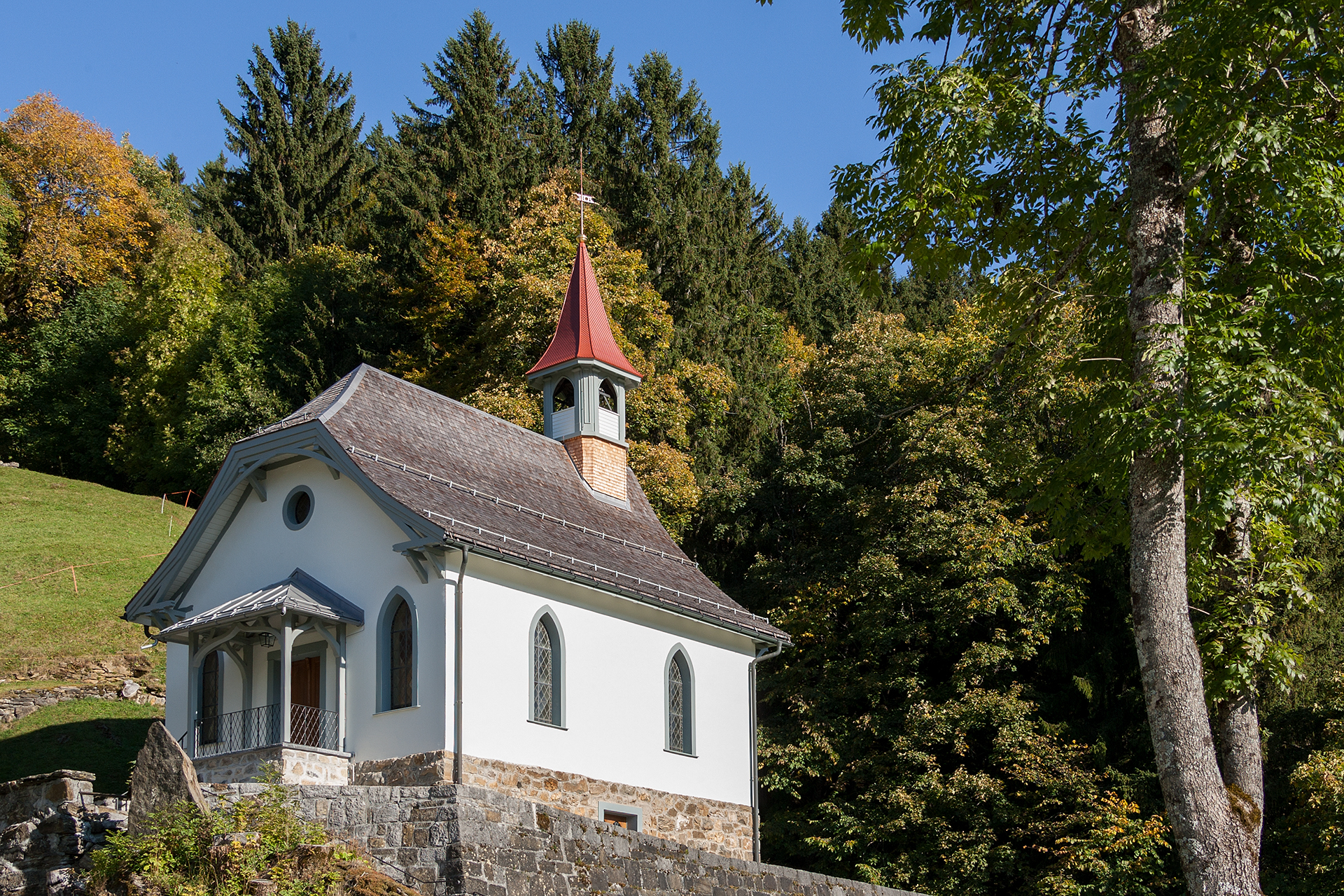
Bergkirche
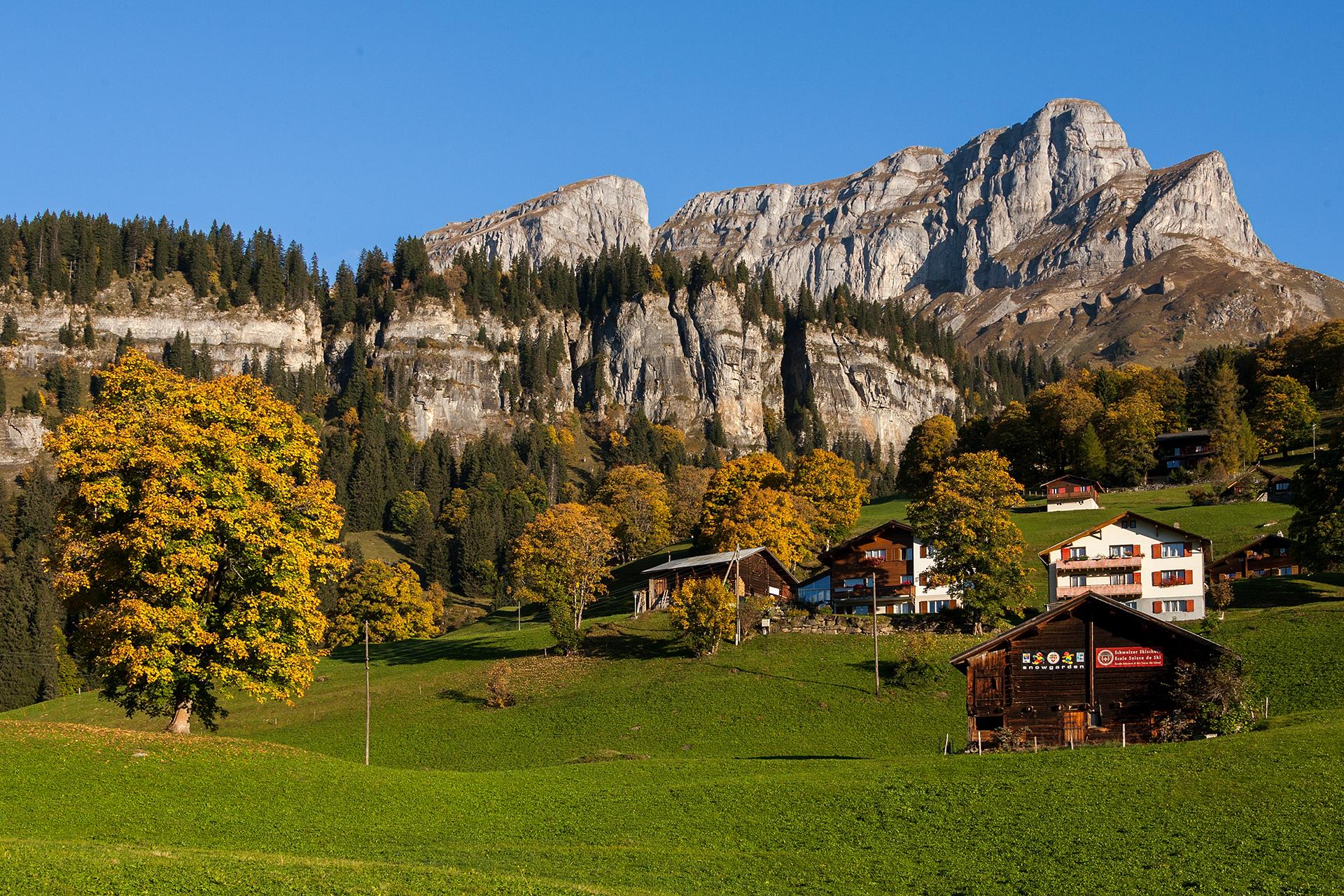
Hüttenberg
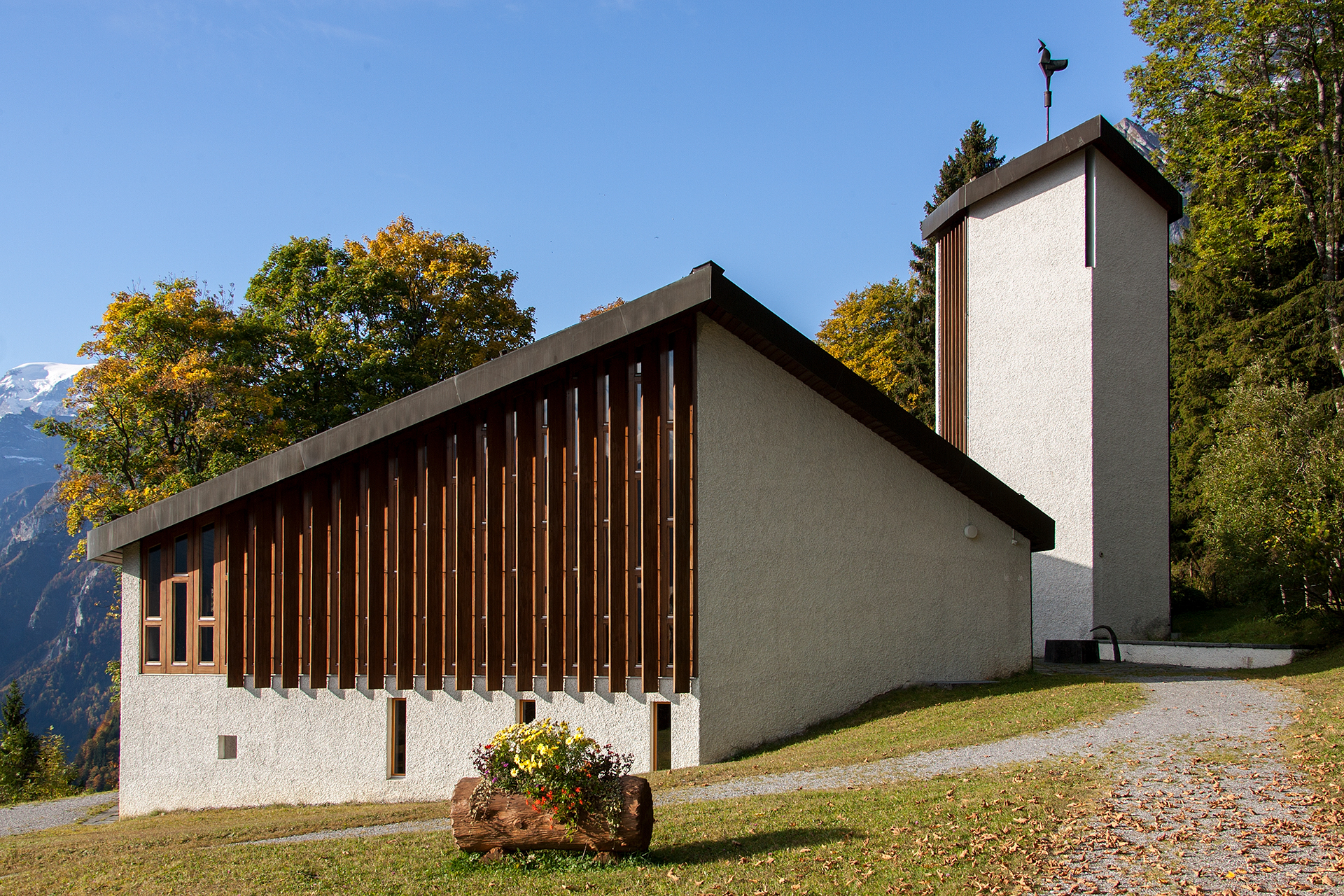
Reformierte Kirche
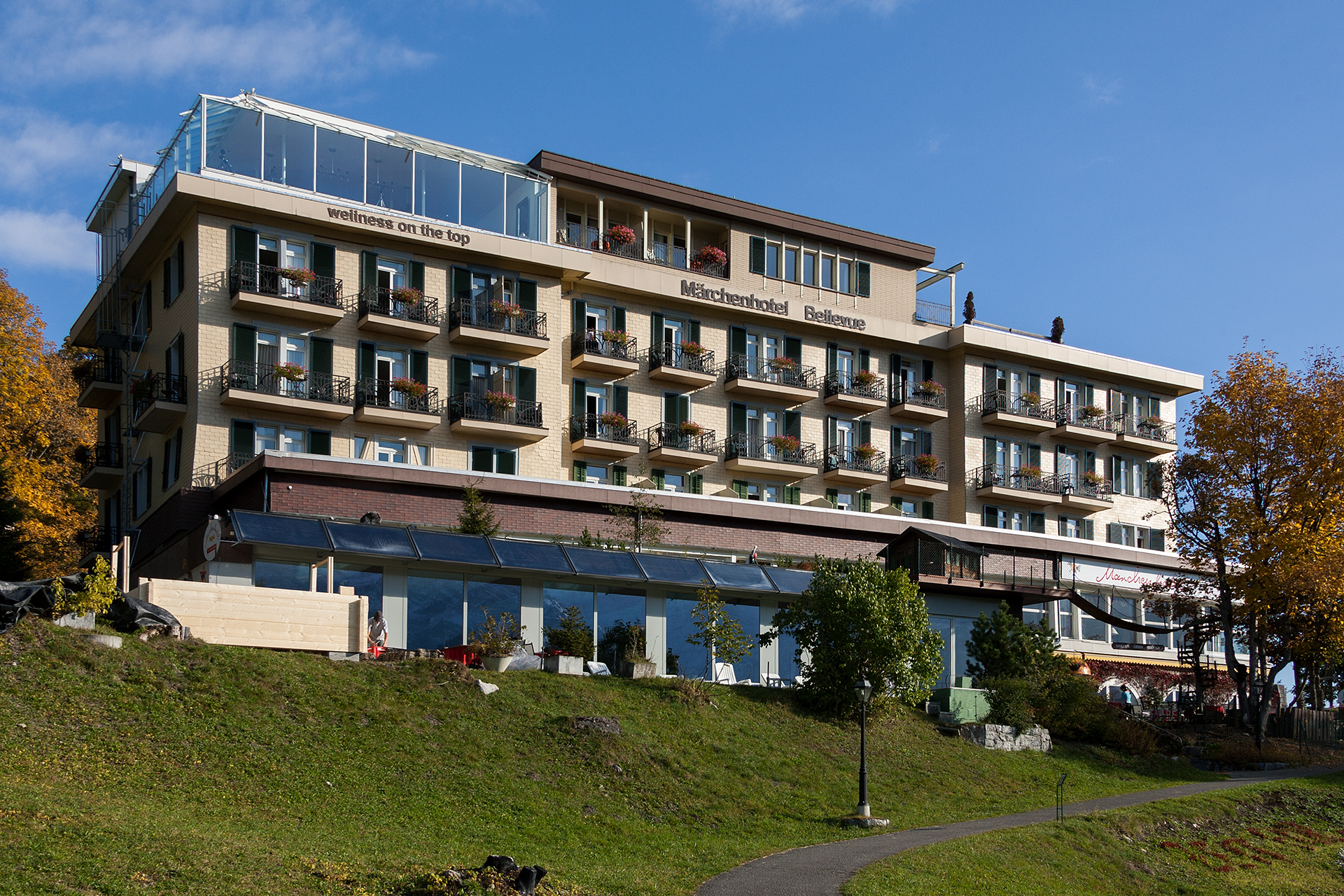
Märchenhotel
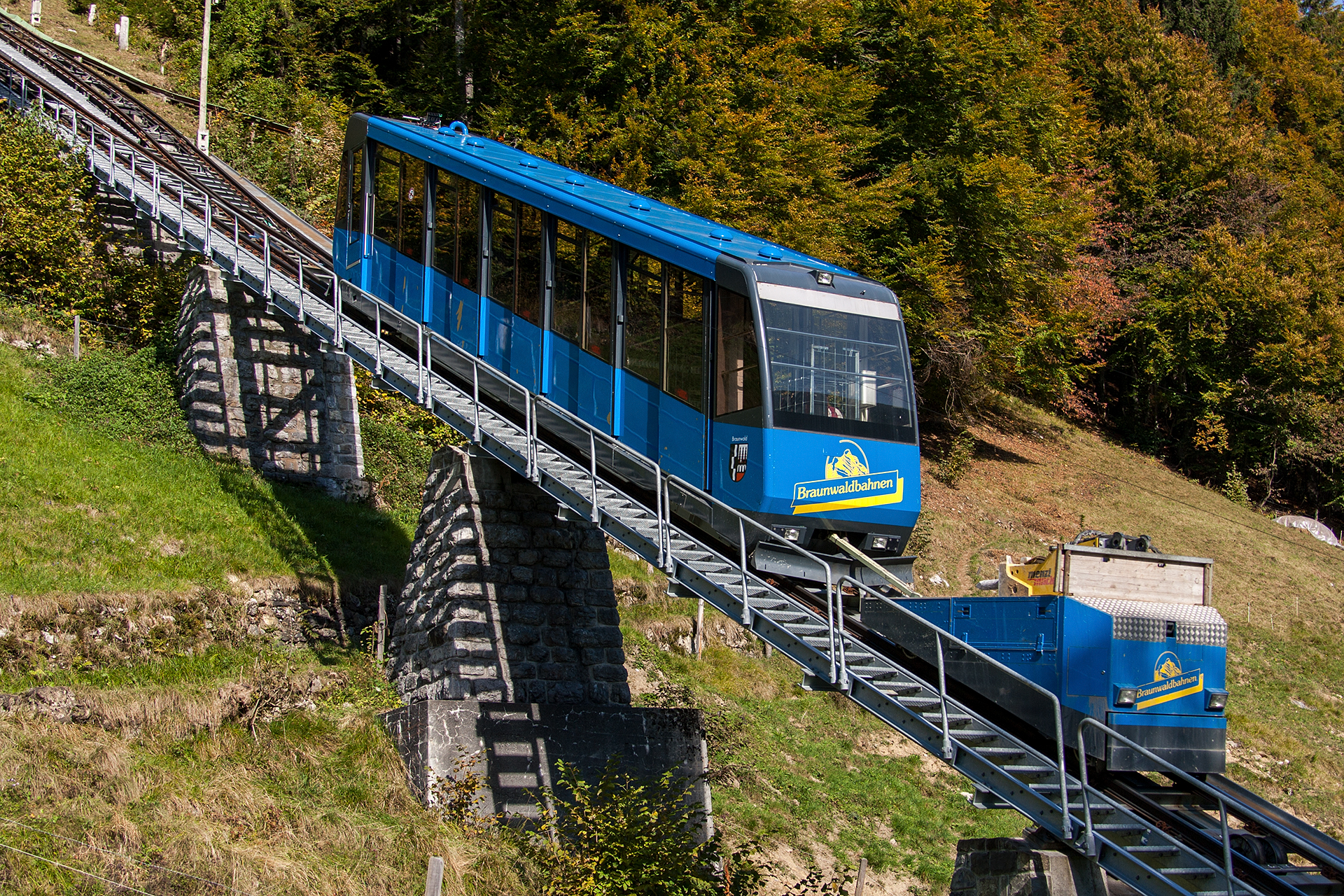
Braunwaldbahn
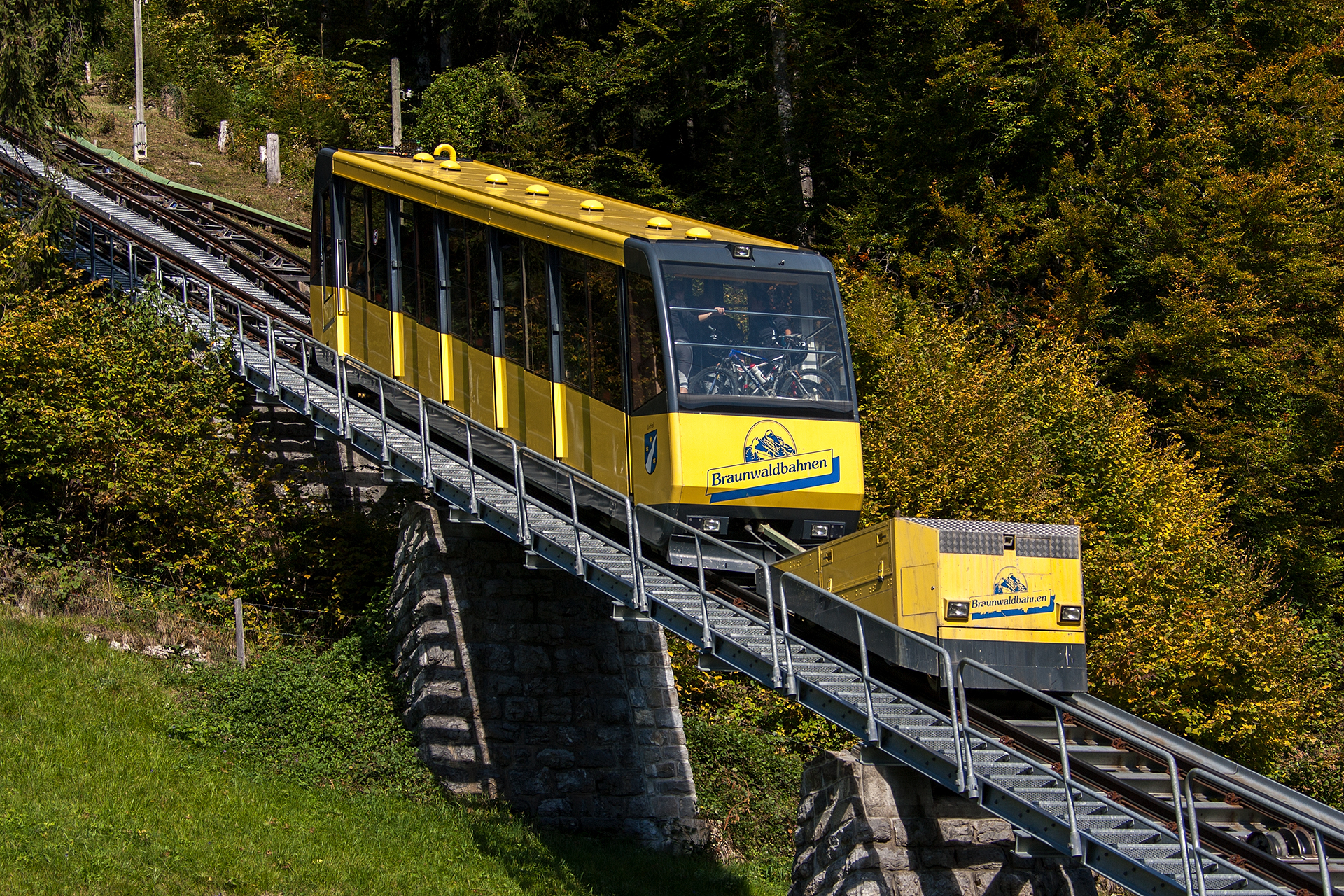
Braunwaldbahn

## Persönlichkeiten
- Emil Brunner (1908–1995), Schweizer Fotograf, lebte von 1948 bis 1995 in Braunwald.
- Jürgen Moser (1928–1999), deutsch-amerikanisch-schweizerischer Mathematiker, wurde bei Braunwald luftbestattet.